# Jay (Oklahoma)
Jay település az Amerikai Egyesült Államok Oklahoma államában, Delaware megyében, melynek megyeszékhelye is. Lakosainak száma 2425 fő (2020. április 1.).

## Népesség
A település népességének változása:

| 2010 | 2 448 |
| 2020 | 2 425 |